# Cynarospermum
Cynarospermum, monotipični biljni rod iz porodice primogovki smješten u podtribus Acanthinae, dio tribusa Acantheae, potporodica Acanthoideae. Jedina vrsta je C. asperrimum, indijski endem iz Karnatake, Gujarata, Goe, Maharashtre  

## Opis
To je jednogodišnja polegla zeljasta biljka, s 20-60 cm dugim stabljikama, ukorijenjenim u čvorovima. Nasuprotno raspoređeni jajasto kopljasti listovi dugi su 5-8 cm i dlakavi. Peteljke su duge oko 1 cm. Cvjetovi bez peteljki pojavljuju se pojedinačno u pazušcima listova ili u klasovima na krajevima grana. Plavi cvjetovi su dvousni, promjera 2-3 cm. Gornja usna je gotovo odsutna. Donja usna je plava s tamnim žilama i plitko 3-režnjevita. Cvjetovi su žućkasto bijeli u grlu. Uobičajena je u Zapadnim Ghatima. Cvatnja: studeni-travanj. narodni nazivi za nju su डिकणा (dikna) na marathiju, i Hill Blepharis, na engleskom.
- C. asperrimum
- C. asperrimum
- C. asperrimum, Shillim, Maharashtra
- C. asperrimum

## Sinonimi
- Blepharis asperrima Nees; Prodr. [A. DC.] 11: 267 (1847)
- Justicia aspera Perr. ex Nees; Prodr. [A. DC.] 11: 267 (1847)